# حسين أباد (إقليد)
حسين أباد (بالفارسية: حسین‌آباد) هي قرية تقع في البلدة المركزية في إيران. يقدر عدد سكانها بـ 281 نسمة .